# Gustav Berggren
Gustav Berggren (sinh ngày 7 tháng 9 năm 1997) là một cầu thủ bóng đá người Thụy Điển thi đấu cho BK Häcken tại Allsvenskan.